# Александър Лебедев
 Тази статия е за руския предприемач и политик.  За руския генерал и политик вижте Александър Лебед.  
Александър Евгениевич Лебедев (на руски: Александр Евгеньевич Лебедев) е руски предприемач и политик.
Председател е на Съвета на директорите на „Национална резервна корпорация“ ЗАО – холдингово дружество начело на корпоративна група с над 100 предприятия, сред които по-известни са Националната резервна банка (97 %) в Москва и Енергобанк (97 %) в Киев, „Аерофлот – руски авиолинии“ (15 %), „Корпорация Енергомашекспорт“, вестниците „Новая газета“ и „Московски кореспондент“ – всичките в Москва, вестниците Independent и Evening Standard в Лондон, други финансови, промишлени, транспортни, туристически, медийни компании в Русия, Украйна, Швейцария, Франция, Италия.

## Образование
Завършва Московския държавен институт по международни отношения със специалност „Международни икономически отношения“ (1982) и Института „Ю. В. Андропов“ на КГБ на СССР (1982). След защита на дисертация получава научните степени кандидат на икономическите науки (2000) и доктор на икономическите науки (2003).

## Професионална кариера (1982 – 1992)
След дипломирането си в МГИМО работи в Института по икономика на световната социалистическа система на Академията на науките на СССР. От 1983 до 1992 г. е на работа в Министерството на външните работи на СССР, включително на дипломатически длъжности в съветското посолство в Лондон.
Успоредно работи и в Първо главно управление на КГБ на СССР и наследилата го Централна служба за разузнаване на СССР, откъдето се уволнява със звание подполковник през 1991 г.

## В бизнеса и политиката (след 1992)
- 1993 – основава „Руска инвестиционно-финансова компания“ (РИФК), където заема длъжността председател на Съвета на директорите.
- 1993 – РИФК влиза с правата на управление (дирекция) в състава на Банка „Империал“, а Лебедев става началник на управление „Задгранични инвестиции“ в банката.
- 1995 – 2004 – президент и генерален директор на „Национална резервна банка“ (НРБ), най-големият акционер на която е „Газпром“.
- 1996 – участие в избирателната кампания на Борис Елцин.
- 1997, април – на IV конгрес на движението „Наш дом – Русия“ (НДР) на Виктор Черномирдин е избран за член на Политическия съвет на НДР.
- 1997, август – избран е за заместник-председател на Екологичната партия „Кедър“.
- 2002 – член на Съвета на директорите ОАО „Федерална мрежова компания на Единната енергийна система“.

- 2003 – участие в местните (като кандидат-кмет на Москва) и парламентарните избори начело на московската листа на коалицията „Родина“. Събира 12,35 % от гласовете на избирателите. Избран е за депутат в Държавната дума.
- 2003, декември – формално напуска поста президент, председател на Управителния съвет на Националната резервна банка и другите си постове в бизнеса.
- 2003, 20 декември – напуска коалицията „Родина“ и влиза в парламентарната група на партията „Единна Русия“.
- 2004 – 2007 – депутат в Държавната дума.
- 2007, юни – преминава от „Единна Русия“ в партията „Справедлива Русия“.
- 2008, януари – председател на Съвета на директорите на „Национална резервна корпорация“.
- 2008, април – изключен от партия „Справедлива Русия“ за антипартийна дейност.[1]
- 2008, юни – на основата на изданията „Новая газета“ е регистриран медиийното холдингово дружество „Нови медии“. Лебедев заема поста президент на новата структура.
- 2009, януари – придобива контролния пакет акции от лондонския вестник Evening Standard на холдинга Daily Mail & General Trust за символичната сума 1 британска лира.[2]
- 2009, април – кандидат-кмет на Сочи, но регистрацията му е отменена от избирателната комисия заради решение на съда.[3]
- 2009, април – започва процедурата на банкрут на германската нискотарифна авиокомпания Blue Wings[4], където е най-големият акционер.
- 2010, март – за символичната сума 1 британска лира придобива британския вестник Independent[5].
- 2012 – почетен гражданин на Алуща, Крим, Украйна.

## Семейно и имотно състояние
Женен е 2 пъти. От първата си жена Наталия има син, който управлява лондонските вестници Evening Standard и Independent. От втората си жена има още 4 деца.
Лебедев, с лично състояние $1,6 млрд. през 2005 г., заема 26-о място в списъка на най-богатите бизнесмени от Русия и 413-о място в световния списък на списание „Форбс“. През 2006 г. с $3,7 млрд. той се издига до 23-то място в класацията за Русия. През следващите години се спуска неотклонно, стигайки до 89-о място сред неговите съотечественици със състояние от $1,1 млрд. през 2012 г.